# Kodeks 0282
Kodeks 0282 (Gregory-Aland no. 0282) – grecki kodeks uncjalny Nowego Testamentu na pergaminie, datowany metodą paleograficzną na VI wiek. Rękopis jest przechowywany na Synaju. Tekst rękopisu jest wykorzystywany we współczesnych wydaniach greckiego Nowego Testamentu.

## Opis
Zachował się fragment 1 pergaminowej karty rękopisu, z greckim tekstem Listu do Filipian (2,24-27; 3,6-8). Karta prawdopodobnie miała rozmiar 25 na 18 cm. Tekst jest pisany dwoma kolumnami na stronę, 27 linijek tekstu na stronę (według rekonstrukcji). Jest palimpsestem.

## Historia
INTF datuje rękopis 0282 na VI wiek .
Rękopis został znaleziony w maju 1975 roku podczas prac restauracyjnych w klasztorze wraz z wieloma innymi rękopisami . Na listę greckich rękopisów Nowego Testamentu wciągnął go Kurt Aland, oznaczając go przy pomocy siglum 0282. Został uwzględniony w II wydaniu Kurzgefasste. Rękopis jest wykorzystywany we współczesnych wydaniach greckiego Nowego Testamentu (NA27, NA28). Nie został natomiast wykorzystany w UBS4.
Rękopis jest przechowywany w Klasztorze Świętej Katarzyny (N.E. ΜΓ 29a) na Synaju .